# Большие Шапы
Большие Шапы (мар. Кугу Шап) — деревня в Медведевском районе Марий Эл Российской Федерации. Входит в состав Азяковского сельского поселения.
Численность населения — 40 человек (2021 год).

## География
Располагается в 17 км от административного центра сельского поселения — деревни Среднее Азяково.

## История
Деревня впервые упоминается в списках селений Царевококшайского уезда в 1723 году под названием Шап.

## Население
| 2010 | 2013 | 2014 | 2016 | 2018 | 2021 |
| ---- | ---- | ---- | ---- | ---- | ---- |
| 53   | ↘44  | ↗45  | →45  | ↗55  | ↘40  |

Национальный состав на 1 января 2014 г. — 100 % марийцы.

## Описание
Улично-дорожная сеть деревни имеет асфальтовое покрытие. Имеется централизованное водоснабжение. Деревня газифицирована..